# アナモルフィックレンズ

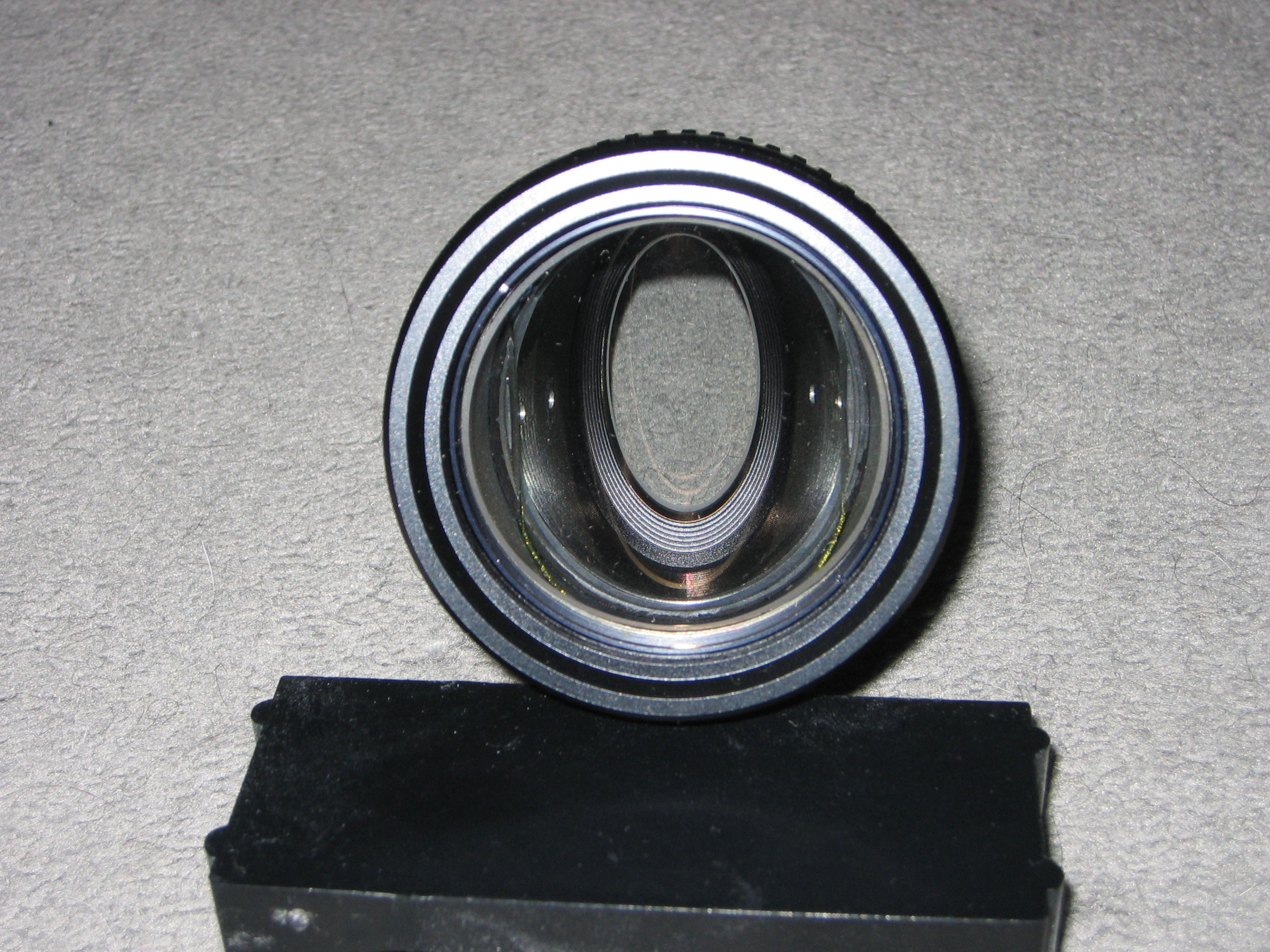
手前から見たアナモルフィックレンズ。フィルムを横長に引き伸ばすため、奥が楕円形に見えるのが特徴。（像が歪んで楕円形に見えるのであって、実際に楕円形をしているわけではない）

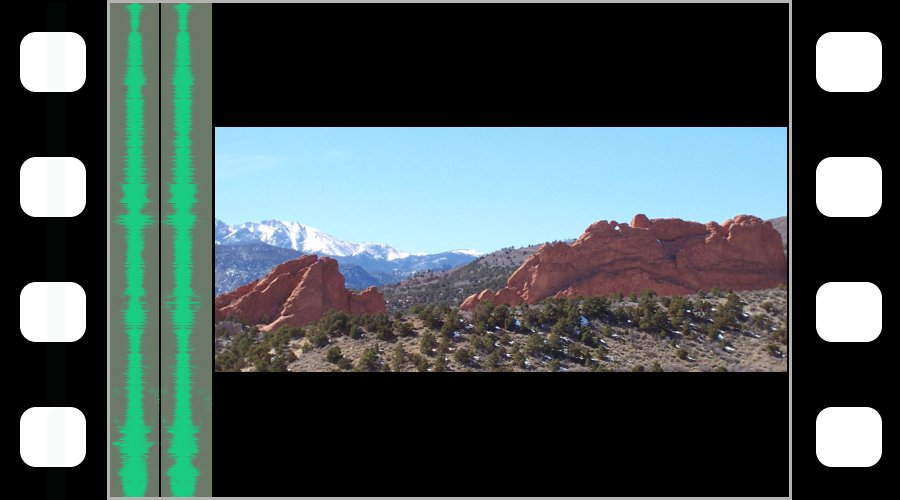
図1：圧縮しない場合のワイドスクリーンのフィルムの状態。駒と次の駒の間に黒い帯が入り画質は著しく劣化する。

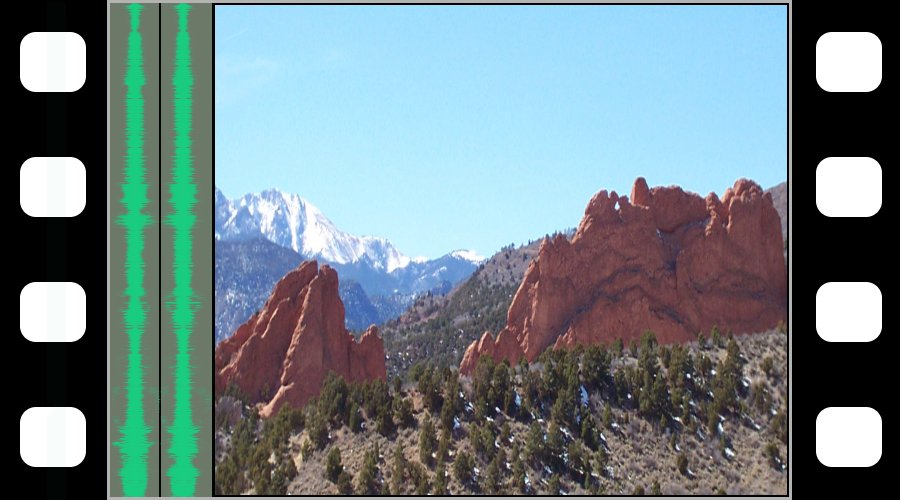
図2：アナモルフィックレンズを使って圧縮した場合のワイドスクリーンのフィルムの状態。駒一杯に画像が入り画質は向上する。ただし映写時にはアナモルフィックレンズを使用して横に広げて投影する。

アナモルフィックレンズ（英: anamorphic lens）は、映画フィルムでワイドスクリーンを撮影・再生するための特殊なレンズ。アナモフィックレンズ、円柱レンズともいう。

## 概要
カメラに取り付けられたアナモルフィックレンズはワイドスクリーンの幅の映像をほぼ半分のサイズに圧縮・縮小し、標準的な35mmフィルムのフレームにフィットさせる。この時のフィルムの画像は縦長になっている。
映写機に取り付けられたアナモルフィックレンズは圧縮していたものを、元のサイズに戻して拡大し（スタンダードの画面サイズ縦横比1:1.33に代わる1:2.35のアスペクト比をもった）ワイドスクリーン映像として映写する。
元来は、フランス人の天文学者アンリ・クレティアン（リッチー・クレチアン式望遠鏡の発明者）が第一次世界大戦のとき、戦車の視界を良くするために開発したものであった。1952年に、20世紀フォックスがそのシステムの権利を買い取り、シネマスコープとして商業的に発展させた。『聖衣』（1955年）は最初にこのシステムを用いた映画である。
2つ以上のカメラや特殊な装置を使用する初期のワイドスクリーン・システムに対して、アナモルフィックシステムの大きな強みは、通常の35mmのカメラと映写機を用いても、特殊なレンズさえ用意すれば良い点にあった。別のスタジオでも、それぞれ独自のアナモルフィックシステムあるいはスコープシステムが発展した。
現在では、アナモルフィックレンズで撮影し、ポストプロダクションで横方向を引き伸ばすことで、シネマスコープのアスペクト比の映像を得ている。
特殊なレンズの特性上、画面左右には歪曲収差が出る。また、被写界深度が浅くなりやすく、強い光源に対しては独特の形のレンズフレアが得られる。

## 製品
- Zeiss MASTER Anamorphicシリーズ - Carl ZeissとARRIの共同開発により誕生した高精細な2倍アナモフィック単焦点レンズ。
- ARRI Anamorphic Ultra Wide Zoom - 19mmから36mmまでの広角ズームレンズ。
- angenieux Optimo Anamorphic シリーズ
- 50mm f/1.8 1.33x Anamorphic Lens - SIRUI製造販売。APS-Cサイズのセンサーに対応。8群10枚、絞り羽根は10枚。最短撮影距離は0.85m。フィルター径は67mm。 最大径×全長は約68.2×106.6mm。重量は560g。対応マウントは、ソニーEマウント、富士フイルムXマウント、マイクロフォーサーズ。
- SLR Magic Anamorphot-65 1.33x Anamorphic Adapter - SLRMagic社製。FUJINONのMK50-135mm T2.9に最適化されたアダプター。